# Tréouergat
Tréouergat är en kommun i departementet Finistère i regionen Bretagne i västra Frankrike. Kommunen ligger i kantonen Ploudalmézeau som tillhör arrondissementet Brest. År 2022 hade Tréouergat 325 invånare.

## Befolkningsutveckling
Antalet invånare i kommunen Tréouergat
Referens:INSEE